# Sutocki
Sutocki – polski herb szlachecki, odmiana herbu Pobóg cz. Podkowa albo Dołęga.

## Opis herbu
Opis zgodnie z klasycznymi regułami blazonowania:
W polu błękitnym między hacelami podkowy srebrniej z krzyżem kawalerskim na barku - ryba w słup głową w lewo do góry. Klejnot: nad hełmiem w koronie trzy pióra strusie. Labry: błękitne, podbite srebrem.
Według Stanisława Teodora Chrząńskiego - podkowa bez krzyża.

## Herbowni
Sutocki (w województwie Mścisławskiem w 1674 i Żmudzi w 1621).

### Znani herbowni
- Kazimierz Sutocki – proboszcz Smoleński w 1778.